# Tintín i els «Pícaros»
Tintín i els «Pícaros» és el vint-i-tresè àlbum de Les aventures de Tintín, la sèrie de còmics del dibuixant belga Hergé. És l'últim episodi de la sèrie publicat en vida de l'autor. Va aparèixer a les pàgines de la revista Tintín entre el setembre del 1975 i l'abril del 1976, i Casterman en va publicar l'àlbum el 1976. La història segueix el jove reporter Tintín, el seu gos Milú, el capità Haddock i el professor Tornassol al país fictici de San Teodoro per a rescatar la cantant Bianca Castafiore, empresonada pel general Tapioca. En aquest país sud-americà prenen part en una revolució liderada pel general Alcázar, amic de Tintín.